# اسکای‌فایر (فیلم)
اسکای‌فایر یا آتش آسمان (به انگلیسی: Skyfire) یک فیلم سینمایی چینی در ژانر فاجعه محصول سال ۲۰۱۹ به کارگردانی سایمون وست است.
این اثر سینمایی نخستین بار در تاریخ ۱۲ دسامبر ۲۰۱۹ در چین اکران و در روز افتتاحیه در رده‌بندی شماره یک در گیشه قرار گرفت.

## بازیگران اصلی
- وانگ زوجی درنقش ونتائو لی
- هانا کوینلیوان درنقش منگ لی
- شان دو درنقش ژنگان
- جیسون آیزکس درنقش جک هریس